# Apoballis ovata
Apoballis ovata är en kallaväxtart som först beskrevs av Heinrich Wilhelm Schott, och fick sitt nu gällande namn av S.Y.Wong och Peter Charles Boyce. Apoballis ovata ingår i släktet Apoballis och familjen kallaväxter. Inga underarter finns listade.